# San Isidro de El General
San Isidro de El General ist eine Stadt in der Provinz San José in Costa Rica. Sie bildet den ersten Bezirk des Kantons Pérez Zeledón, und ist dessen Hauptstadt.

## Bevölkerung
Bei der Volkszählung 2011 hatte San Isidro de El General 45.327 Einwohner.

## Sport
Der größte Fußballverein der Stadt ist AD Municipal Pérez Zeledón, der im Estadio Municipal Pérez Zeledón spielt. Er teilt sich das Stadion mit AS Puma Generaleña.

## Religion
Seit 1954 ist die Stadt Sitz des römisch-katholischen Bistums San Isidro de El General, dessen Hauptkirche die Kathedrale San Isidro Labrador ist.

## Persönlichkeiten
- Keylor Navas (* 1986), Fußballspieler
- Melissa Herrera (* 1996), Fußballspielerin